# Société française de constructions mécaniques
Pour un article plus général, voir Fives (entreprise).
La Société française de constructions mécaniques (SFCM), succède  aux  Anciens Établissements Cail. C'est une société anonyme au capital de 12 000 000 de francs. Elle est constituée le 30 août 1898. Le siège social se trouve à Paris, 21 rue de Londres, puis 14 rue Cambacérès. La direction générale est elle au 28, rue de Lille à Douai et par la suite à Denain (Nord).

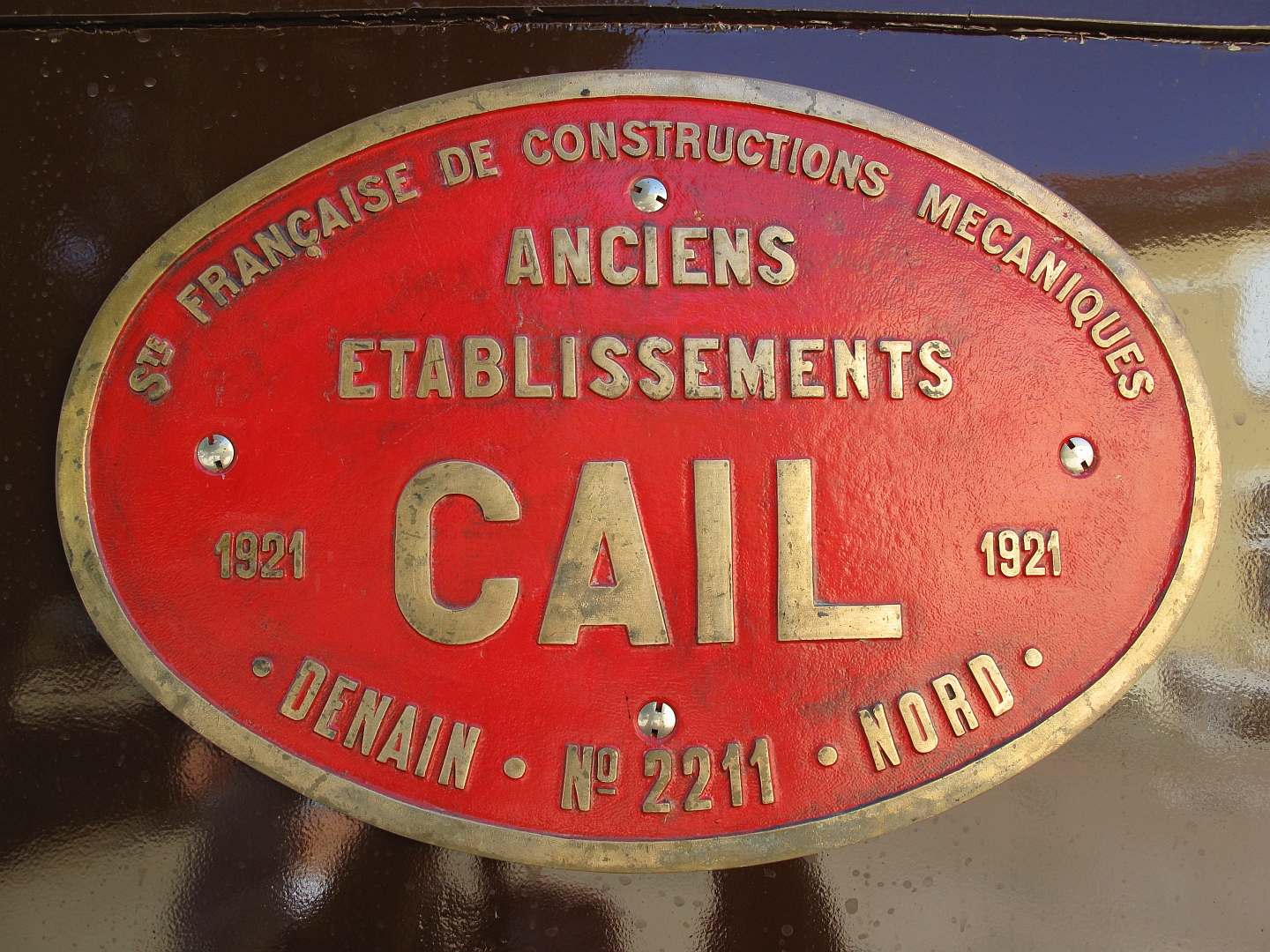
Plaque de constructeur SFCM anciennement Cail, de 1921.

Les usines se situent  à Denain et Douai dans le nord de la France et les fonderies à Albert dans le Somme. L'usine de Denain possède une superficie de 50 hectares et emploie 6 000 personnes.
En 1958, la société est regroupée avec Fives-Lille pour donner naissance à la société Fives-Lille-Cail.

## Production et réalisations

### Ponts

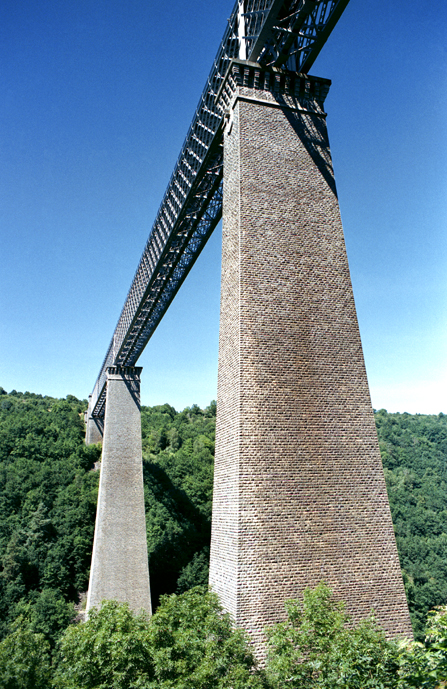
Viaduc des Fades

Le 25 juillet 1901, la Société Française de Constructions Mécaniques a été déclarée adjudicataire du chantier du viaduc des Fades, grand pont ferroviaire construit entre 1901 et 1909 au-dessus de la Sioule dans le Puy-de-Dôme.

### Locomotives à vapeur
- 221 Nord 2.661 à 2.670 puis 221 A 21 à 30 SNCF de 1903.
- 140 Nord 4.061 à 4.340 puis SNCF 140A de 1911 (entre autres constructeurs).